# Cañuelas (partido)
Cañuelas är en partido i Argentina. Den ligger i provinsen Buenos Aires, i den centrala delen av landet, 60 km sydväst om huvudstaden Buenos Aires. Antalet invånare är 42 575. Arean är 1 203 kvadratkilometer.
Terrängen i Cañuelas är mycket platt.
Trakten runt Cañuelas består till största delen av jordbruksmark. Runt Cañuelas är det ganska glesbefolkat, med 42 invånare per kvadratkilometer.